# Soechoemi
Soechoemi (Georgisch: სოხუმი, Sochoemi; Russisch: Сухуми of Сухум, Soechoem; Abchazisch: Аҟəа, Aqwa) is de hoofdstad van de de facto afgescheiden republiek Abchazië, die internationaal wordt gezien als een autonome republiek van Georgië. De stad kent een lange geschiedenis sinds de oudheid. De stad raakte zwaar beschadigd tijdens de Georgisch-Abchazische Oorlog in het begin van de jaren 90 van de 20e eeuw. Soechoemi is een aparte stadsgemeente naast het rurale gelijknamige district.

## Toponiem
Het toponiem Sochoemi / Soechoemi is afgeleid van het Georgische woord Tschomi / Tschoemi (ცხომი / ცხუმი). Dit zou op zijn beurt zijn afgeleid van het Svanetische tschoeum (ცხუმ), wat "haagbeukboom" betekent. In het Abchazisch staat de stad bekend als Aqwa (Аҟəа), waarvan wordt aangenomen dat deze is afgeleid van a-qwara (а-ԟԙара), wat "steenachtige kust" betekent. Volgens de Abchazische traditie betekent Aqwa water. Middeleeuwse Georgische bronnen kenden de stad als Tschoemi. Onder Ottomaanse gezag stond de stad in het Turks bekend als Soehoem-Kale, wat was afgeleid van de eerdere Georgische vorm Tschoemi of werd gelezen als "Tschoemi-fort".

## Geografie, economie en onderwijs

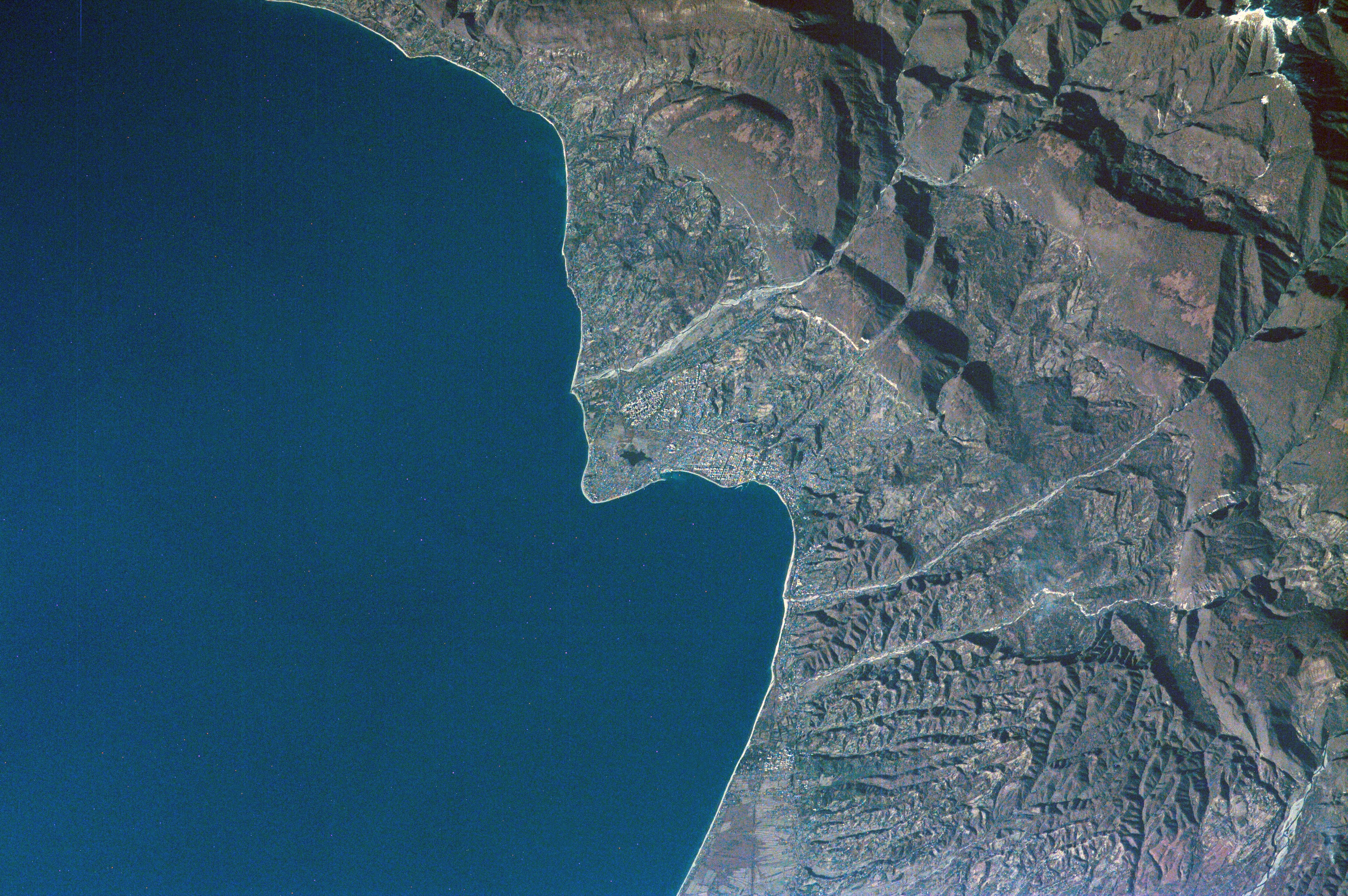
Satellietbeeld van Soechoemi

Soechoemi ligt aan een grote baai aan de oostkust van de Zwarte Zee. Het vormt hier een haven, spoorknooppunt en vakantieoord. Vroeger werd wel gebruik gemaakt van de Soechoemse militaire weg om de stad te bereiken, een pasweg over de Kaukasus, maar deze is in onbruik geraakt. De stad staat bekend om haar stranden, sanatoria, mineraalwater-kuuroorden en haar semi-tropische klimaat. Bij Soechoemi ligt het vliegveld Soechoemi-Dranda, die de belangrijkste luchtverbinding van Abchazië heeft. Soechoemi richt zich vooral op de Russische toerist, waarvoor een aantal kleine en middelgrote hotels zijn gebouwd. In de stad bevinden zich ook een aantal historische botanische tuinen uit 1840. Tot 1992 was het een multiculturele stad waar negen verschillende talen werden gesproken.
Als hoofdstad van Abchazië biedt de stad onderdak aan een aantal onderzoekinstituten, zoals de Staatsuniversiteit van Abchazië en een afdeling van de Staatsuniversiteit van Tbilisi, die echter in verband met de politieke situatie zich momenteel in Tbilisi bevindt.

## Geschiedenis

### Dioscurias: Griekse kolonie
De geschiedenis van de huidige stad begon in het midden van de 6e eeuw v.Chr., toen een eerdere nederzetting uit het 2e en 1e millennium v.Chr. van lokale stammen uit Colchis werd vervangen door de Griekse kolonie van Milete, genaamd Dioscurias (Grieks: Διοσκουριός). Geografisch gezien was dit de meest ver weg gelegen kolonie die Milete ooit heeft gehad. De stad zou zijn vernoemd naar de dioscuren Castor en Pollux uit de Griekse mythologie. De stad raakte bedreven in de handel tussen Griekenland en de lokale volken. Hierbij werden waren geïmporteerd uit verschillende delen van Griekenland en werden lokaal zout, Kaukasisch hout, linnen en hennep geëxporteerd. Het was tevens een primitief slavenhandelscentrum van Colchis. De stad en haar omgeving stonden bekend om de vele talen die in haar bazaren werden gesproken.
Hoewel de zee zo nu en dan Dioscurias behoorlijk kon overstromen, bleef het een bloeiende handelsstad tot de verovering eind 2e eeuw v.Chr. door Mithridates VI Eupator van Pontus.

### Sebastopolis: Romeinse stad
Onder de Romeinse keizer Augustus nam het stadsbestuur de naam Sebastopolis aan. De voorspoed van de stad was echter over, zo blijkt uit een beschrijving van Plinius de Oude, die de stad beschrijft als bijna onbewoond in de 1e eeuw. De stad bleef echter nog bestaan tot de jaren 30 van 2e eeuw, toen Arrianus aan de macht was. De overblijfselen van de torens en muren van Sebastopolis zijn onder water gevonden. Op het land dateren de oudste overblijfselen uit de 1e en 2e eeuw. In 542 evacueerden de Romeinen de stad en braken haar fort af, om te voorkomen dat deze in handen zou vallen van het Sassanidische Iran. In 565 liet keizer Justinianus I het fort echter herbouwen, waarna Sebastopolis een van de bolwerken van het Byzantijnse Rijk in Colchis bleef, totdat de stad in 736 werd geplunderd door de Arabische veroveraar Marwan II.

### Tschoemi: Middeleeuwen
Daarna werd de stad Tschoemi genoemd, een toponiem dat vaak in verband wordt gebracht met het Svanetische woord voor "heet". Georgische wetenschappers leggen de betekenis van de naam soms bij een woord voor "haagbeuk" in het Georgisch.
De koningen van Abchazië richtten de stad weer op na de Arabische vernietiging. Vooral tijdens de Georgische "gouden eeuw" in de 12e en 13e eeuw maakte de stad een bloeiperiode door, waarbij Tschoemi een handelscentrum werd met/voor de Europese zeemachten, in het bijzonder de Republiek Genua. De Genuezen vestigden korte tijd een handelsfabriek in Tschoemi in het begin van de 14e eeuw.

### Van Soehoem-kale naar Soechoem-kale: Turks en Russisch bestuur

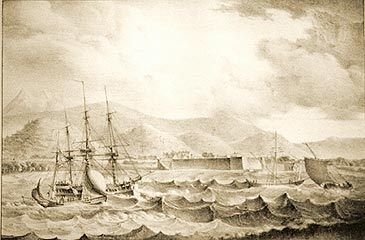
Fort Soehoem-kale (± 1830)

In 1451 bezette de Ottomaanse marine de stad korte tijd. De stad werd daarop betwist door de prinsen van het vorstendom Abchazië en Mingrelië, maar viel uiteindelijk in de jaren zeventig van de 16e eeuw in handen van het Ottomaanse Rijk. Deze maakten een bolwerk van de stad en hernoemden het in Soehoem-kale, waarbij kale "fort" betekende. De oorsprong van het voorvoegsel "Soehoem" wordt betwist: het zou een samentrekking zijn van de Turkse woorden su ("water") en kum ("sand"), maar waarschijnlijker is het een aanpassing van haar vroegere Georgische naam. In 1810 werd de stad door Russische mariniers op verzoek van de pro-Russische Abchazische prins bestormd en werd daarop veranderd in een belangrijke Russische voorpost met de afgeleide naam Soechoem-kale in de Noordwestelijke Kaukasus. In 1847 werd Soechoem-kale verklaard tot haven en in 1864 sloot het zich aan bij het Russische Rijk. Tijdens de Tiende Russisch-Turkse Oorlog werd de stad tijdelijk veroverd door de Ottomaanse troepen en Abchazisch-Adygheïsche milities.

### Russische Burgeroorlog en Sovjetperiode

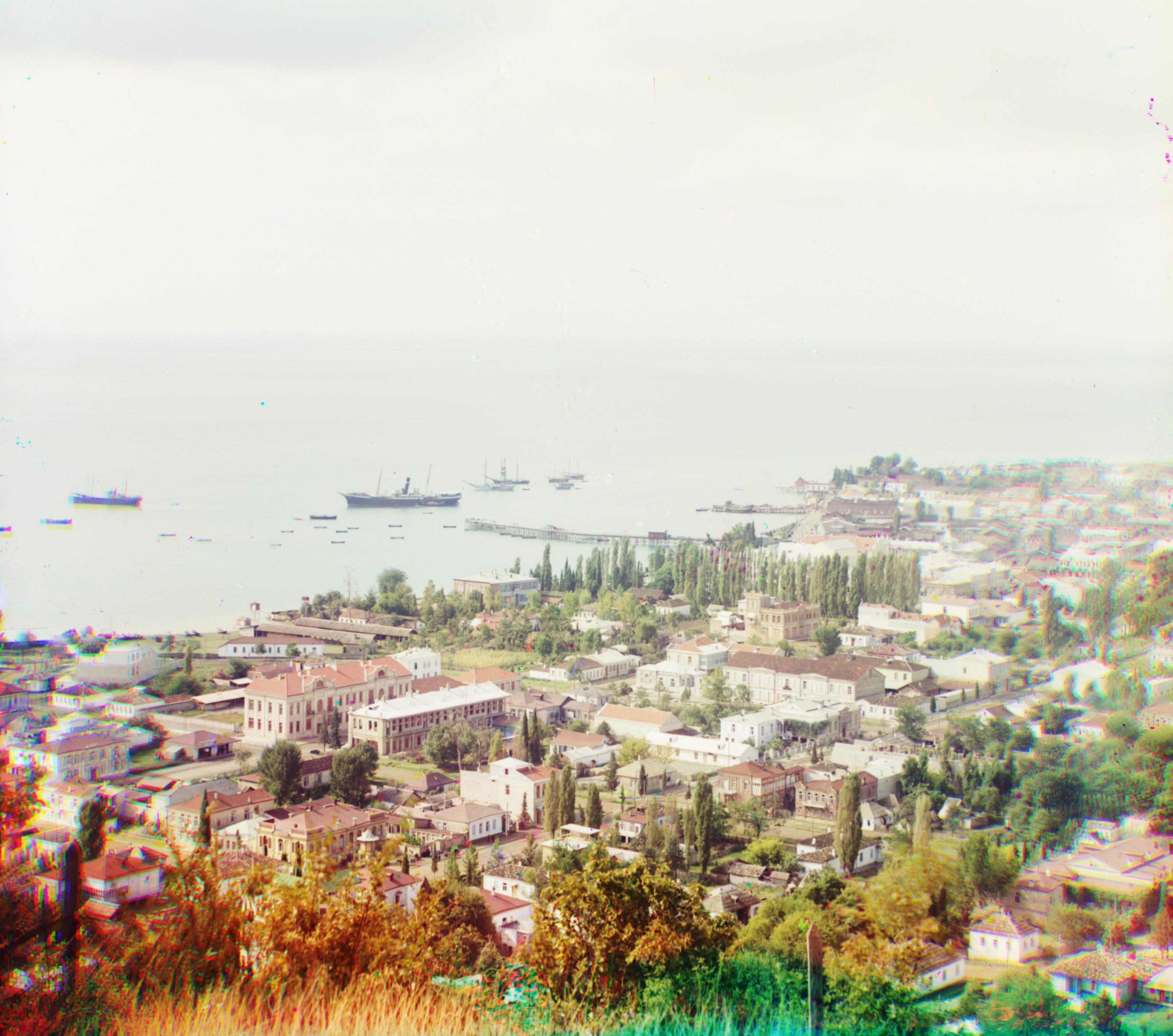
Stadsbeeld Soechoem rond 1915
Foto: Prokoedin-Gorski

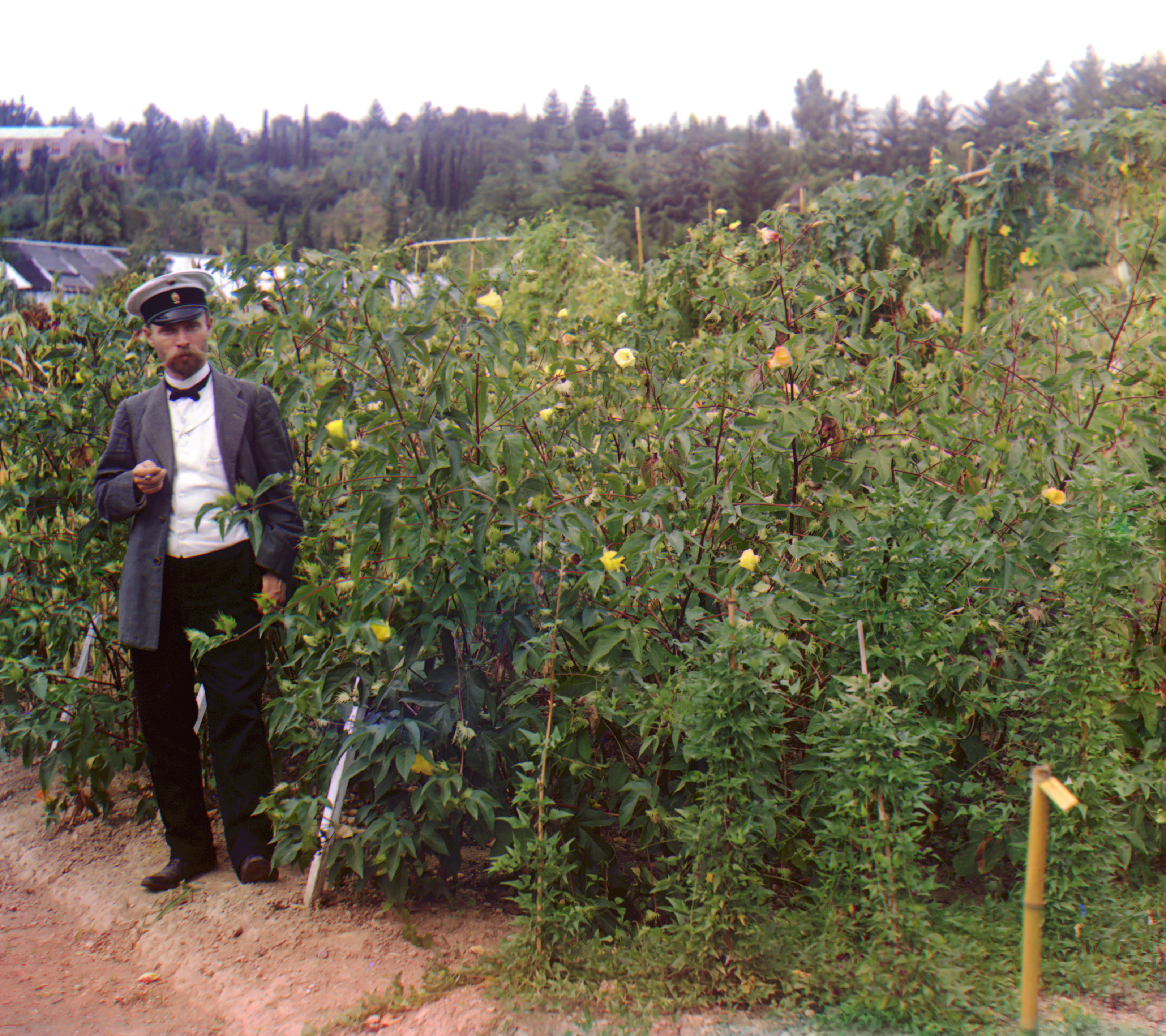
Katoenveld in de Botanische tuin van Soechoem rond 1915
Foto: Prokoedin-Gorski

De Russische revoluties gingen niet aan Soechoemi voorbij. Na de revolutie van 1905 nam het lokale revolutionaire Batoemi-comité van de Russische Sociaaldemocratische Arbeiderspartij het stadsbestuur over. Eleonora Ter-Parsegova-Machviladze, later een van de eerste Georgische vrouwelijke parlementsleden, was hierbij betrokken. Na de Russische Revolutie van 1917 viel Soechoemi onder het Transkaukasisch Commissariaat en werd Abchazië meegesleept in de chaos van de Russische Burgeroorlog. Er werd een bolsjewistische bestuur uitgeroepen, dat in mei 1918 weer werd verdreven, waarna Soechoemi onderdeel werd van de mensjewistische Democratische Republiek Georgië. De residentie van de Volksraad van Abchazië en het hoofdkwartier van de Georgische gouverneur-generaal waren in Soechoemi gevestigd. Het Rode Leger en lokale revolutionairen veroverden Soechoemi op 4 maart 1921 op het Georgische Leger en riepen er een socialistische Sovjetrepubliek uit. Soechoemi werd daarop de hoofdstad van de Abchazische Socialistische Sovjetrepubliek (1921-1931), die een ondergeschikte relatie had met de Georgische sovjetrepubliek. Vanaf 1931 was Soechoemi de hoofdstad van de Abchazische Autonome Socialistische Sovjetrepubliek. Soechoemi had in 1989 ongeveer 121.000 inwoners en was een van de meest welvarende Georgische steden. Sovjetleiders hadden er een datsja.
In de Sovjettijd bevond zich er ook een gerenommeerd apenfokstation (zie Ilja Ivanov). Van 1945 tot 1954 was het elektronen-natuurkundig laboratorium van de stad betrokken bij het Sovjetprogramma voor de ontwikkeling van kernwapens.

### Georgisch-Abchazische Oorlog en gevolgen
Tijdens de Georgisch-Abchazische Oorlog in 1992-1993 vormde Soechoemi een van de middelpunten van de gevechten tussen Georgische troepen en Abchazische troepen, waarbij de laatste werden gesteund door Russen en de beruchte Confederatie van Bergvolkeren van de Kaukasus. Veel gebouwen in de stad raaktien tijdens de gevechten beschadigd. Gedurende de Abchazische belegering van Soechoemi werden de stad en haar directe omgeving bijna dagelijks bestookt met artilleriegeschut en luchtbombardementen, waarbij veel burgerslachtoffers vielen.
De slag Soechoemi eindigde in september 1993 met grootschalige etnische zuiveringen van de Georgische meerderheid van de stad. Het grootste deel van de Georgische inwoners van de stad ontvluchtten via de Kodorivallei naar Svanetië. Hoewel de stad sindsdien geen strijd meer heeft gekend en gedeeltelijk is herbouwd, zijn de gevolgen van de oorlog nog terug te zien aan de vele verwoeste gebouwen in de stad en dat de etnische diversiteit zich niet heeft hersteld. Een van de belangrijkste redenen is dat Abchazië geen toestemming geeft aan Georgische vluchtelingen om terug te keren.

## Demografie
Op 1 januari 2022 telde Soechoemi 65.146 inwoners, een groei van 3,5% ten opzichte van de volkstelling van 2011. In de jaren 1990 verloor de stad 65% van de bevolking door het Georgisch-Abchazisch conflict. De Georgiërs, de grootste bevolkingsgroep op dat moment, vluchtten voor etnische zuiveringen na de val van Soechoemi op 27 september 1993.
| Aantal | 7.998 | 20.032 | 44.290 | 64.730 | 101.798 | 114.373 | 121.406 | 43.716 | 62.914 | 65.146 |  |  |  |  |
| |       |        |        |        |         |         |         |        |        |        |  |  |  |  |
| Abchaziërs | 1,8%  | 3,1%   | 5,5%   | 5,6%   | 7,2%    | 9,9%    | 12,5%   | 56,3%  | 67,3%  | 67,3%  |  |  |  |  |
| Armeniërs | 13,5% | 9,4%   | 9,8%   | 10,5%  | 11,5%   | 10,9%   | 10,3%   | 12,7%  | 9,8%   | 9,8%   |  |  |  |  |
| Georgiërs | 31,0% | 23,3%  | 19,9%  | 31,1%  | 33,9%   | 38,3%   | 41,5%   | 4,2%   | 2,8%   | 2,9%   |  |  |  |  |
| Russen | 21,1% | 23,7%  | 41,9%  | 36,8%  | 30,7%   | 26,4%   | 21,6%   | 16,9%  | 14,8%  | 14,8%  |  |  |  |  |
| Verantwoording data: 1926-2011. Volkstellingen 2003 en 2011, jaaropgave 1 januari 2022. Noot: De Abchazische cijfers vanaf 1994 worden niet erkend door Georgië. |       |        |        |        |         |         |         |        |        |        |  |  |  |  |

### Etniciteit
De Abchaziërs waren in 2022 in de meerderheid (67,3%) in Soechoemi, op afstand gevolgd door de Russen (14,8%), Armeniërs (9,8%) en Georgiërs (2,9%). Aanvankelijk waren de Russen in de Sovjet-periode de grootste bevolkingsgroep in de stad, maar dat verschoof terug naar de Georgiërs. Voor de Sovjetperiode waren ook Grieken en Oekraïners een relatief grote minderheid.

## Bezienswaardigheden

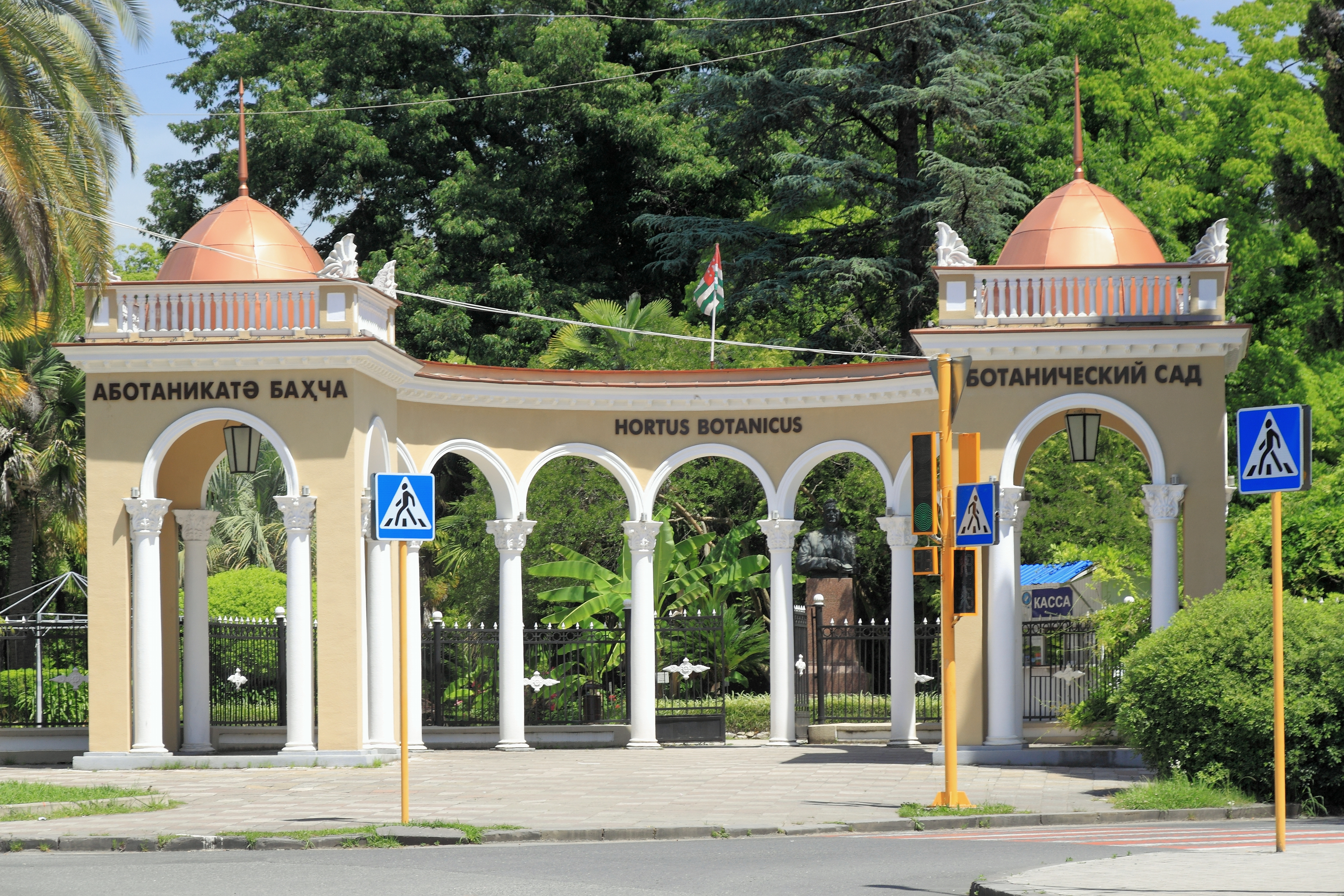
Botanische tuin van Soechoemi

In Soechoemi bevinden zich een aantal historische monumenten, waarvan de 12e-eeuwse, vervallen Besletbrug uit de tijd van Tamar het bekendste is. Er bevinden zich ook overblijfselen van vroegere monumenten, zoals de romeinse muren, het 11e-eeuwse kasteel van Bagrat III van Georgië, verschillende torens van de Grote Abchazische muur, die werd gebouwd door Mingrelische en Abchazische prinsen tijdens hun gebiedstwisten, het 14e-eeuwse Genuese fort en het 18e-eeuwse Ottomaanse fort.
De 11e-eeuwse Kamankerk op 12 kilometer van Soechoemi werd volgens de overlevering gebouwd boven de graftombe van de heilige Johannes Chrysostomus. Op ongeveer 22 kilometer van Soechoemi ligt Nieuw Athos met de ruïnes van de middeleeuwse stad Anacopia. Het neo-byzantijnse Nieuw Athosklooster werd hier in de jaren 80 van de 19e eeuw gesticht op bevel van tsaar Alexander III van Rusland. Ten noorden hiervan bevindt zich in het Arabikamassief de Kroeberagrot, de diepste grot ter wereld met een minimale diepte van 2224 meter (meting 2024).

## Vervoer

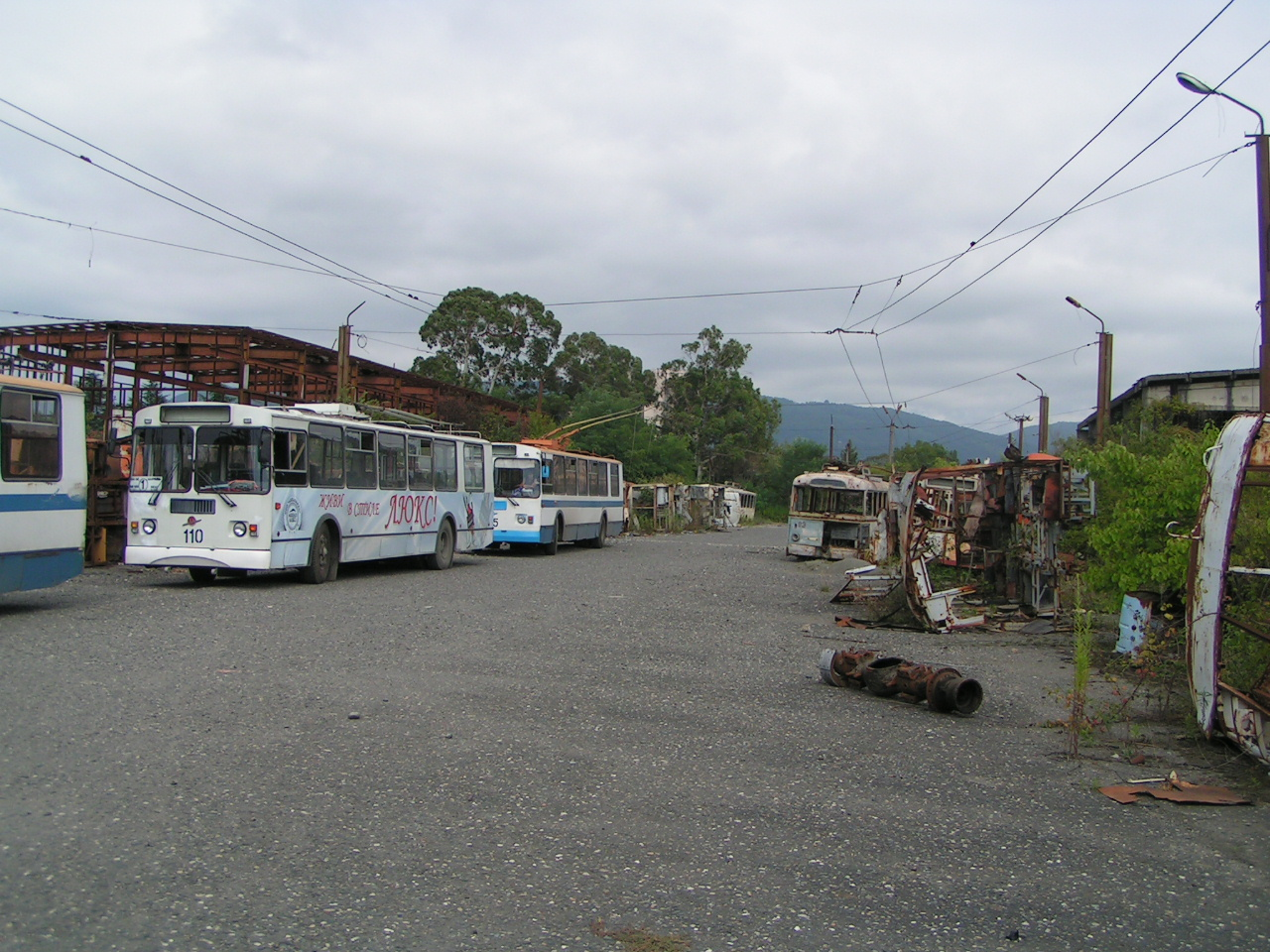
Soechoemi kende in het Sovjettijdperk een trolleybusnetwerk

Soechoemi ligt aan de Georgische S1 / E97, de belangrijkste hoofdroute door Abchazië, die de stad in noordwestelijke richting met Goedaoeta, Gagra en de Russische grens bij Leselidze verbindt. In zuidoostelijke richting gaat de belangrijkste Abchazische weg naar Otsjamtsjire, Gali en Zoegdidi.
Soechoemi is per spoor verbonden met Moskou. De spoorwegverbinding met Tbilisi is sinds de burgeroorlog in de jaren 1990 voorbij Otsjamtsjire buiten gebruik. De spoorlijn Zoegdidi - Soechoemi werd in de jaren 1940 aangelegd, waarna de verlenging naar Sotsji in 1949. In deze periode werd ook een aftakking naar Tkvartsjeli gebouwd voor de industrie.

## Geboren in Soechoemi
- Viktor Sanjejev (1945-2022), Sovjet-Russisch atleet
- Gotsja Gogritsjiani (1964), Georgisch voetballer
- Gizo Dzjeladze (1975), voetballer
- Diana Goertskaja (1979), Georgisch zangeres

## Partnersteden
- Tiraspol (Transnistrië, Moldavië)
- Tschinvali (Zuid-Ossetië, Georgië)
- Podolsk (Rusland)
- Kilmarnock (Verenigd Koninkrijk)